# Mycale longistyla
Mycale longistyla är en svampdjursart som beskrevs av Koltun 1958. Mycale longistyla ingår i släktet Mycale och familjen Mycalidae. Inga underarter finns listade i Catalogue of Life.